# Suppiah Dhanabalan
Suppiah Dhanabalan (* 8. August 1937) ist ein singapurischer Politiker (People’s Action Party). Vom 1. Juni 1980 bis 12. September 1988 war er Außenminister der Republik Singapur. 1990 war er eine der Personen, die als Nachfolger von Premierminister Lee Kuan Yew gehandelt wurden.
Dhanabalan ist Singapurer indischer Abstammung. Dhanalaban ist verheiratet und hat zwei Kinder.